# Lorio
Lorio è un'isola dell'Italia, in Campania.